# كارل إيشباخر
كارل إيشباخر Carl Aeschbacher (1886 – 1944) مؤلف موسيقي وقائد فرقة موسيقية سويسري. برز ابنه أدريان إيشباخر كعازف بيانو للموسيقى الكلاسيكية، وكذلك ابنه ينسن أصبح قائد فرقة موسيقية.